# Antonio Ortiz Gacto
Antonio Ortiz Gacto (Córdoba (España), 3 de diciembre de 1941 – Aguadulce, 30 de abril de 2011) fue un artista en Almería en la región de Andalucía en España. Antonio Ortiz Gacto se hizo conocido tanto como arquitecto y artista (dibujante y pintor).

## Biografía
Como arquitecto ganó especial fama por su diseño futurista de la iglesia de Aguadulce, España 1981. Su arquitectura se caracteriza por ser dinámica, mediterránea, orgánica, llena de curvas sinuosas, siempre humana, nunca fría e impersonal.
Como artista era bien conocido entre la élite artística e intelectual del lugar, pero era desconocido para el público general. En su primera época tuvo varias exposiciones donde se mostraron sus pinturas y dibujos en Almería. En sus últimos tiempos de artista vivió una vida recluido en su estudio. Las pinturas de Antonio Ortiz Gacto se caracterizan por sus colores explosivos; sus dibujos por la simplicidad de su línea y pincelada. Su obra consiste en más de 1,000 pinturas y dibujos.
Antonio Ortiz Gacto murió a la edad de 69 años en la casa familiar que él mismo diseñó. La ceremonia de su funeral se celebró en “su iglesia” de Aguadulce.

## Fundación
En el año 2016 se crea una fundación para preservar la obra de AOG. La intención de la fundación es restaurar y conservar su obra para poder exhibirla al público. 